# Periodisme conversacional
Periodisme conversacional o el periodisme com a conversa és una recerca de camps tan variats com l'anàlisi de la xarxa d'ordinadors per a la comunicació d'ordinadors que suggereix característiques clau, o en l'argot acadèmica, les variables:
- Coorientació/homofília: similitud percebuda del periodista.
- La presència social: percepció humana del periodista.
- Interactivitat: percep la interacció / col·laboració en línia entre el periodista i els ciutadans.
- Amabilitat: obertura percebuda a les idees dels ciutadans, l'accessibilitat.
- La informalitat: la percepció del to informal amb el públic.

La credibilitat i l'experiència poden ajudar. Això confirma el que els investigadors s'han preguntat durant anys: que la credibilitat no és només un fet racional, sinó un fet social. Per altra banda la publicació digital es practica per les masses, i és inseparable de la pràctica del periodisme. El recull de notícies i la distribució han canviat per sempre, i el públic és part del procés.